# Schœlcher
Pour les articles homonymes, voir Schœlcher (homonymie).
Schœlcher (/ʃœl.ʃɛʁ/) est une commune française, située dans le département de la Martinique.
Ses habitants sont appelés les Schœlcherois et les Schœlcheroises.
Schœlcher, ville universitaire, est la quatrième commune la plus peuplée de la Martinique après Fort-de-France, Le Lamentin et Le Robert.
Schœlcher était nommée « Case-Navire » jusqu'en 1889, date à laquelle elle fut renommée en l'honneur de Victor Schœlcher.

## Présentation

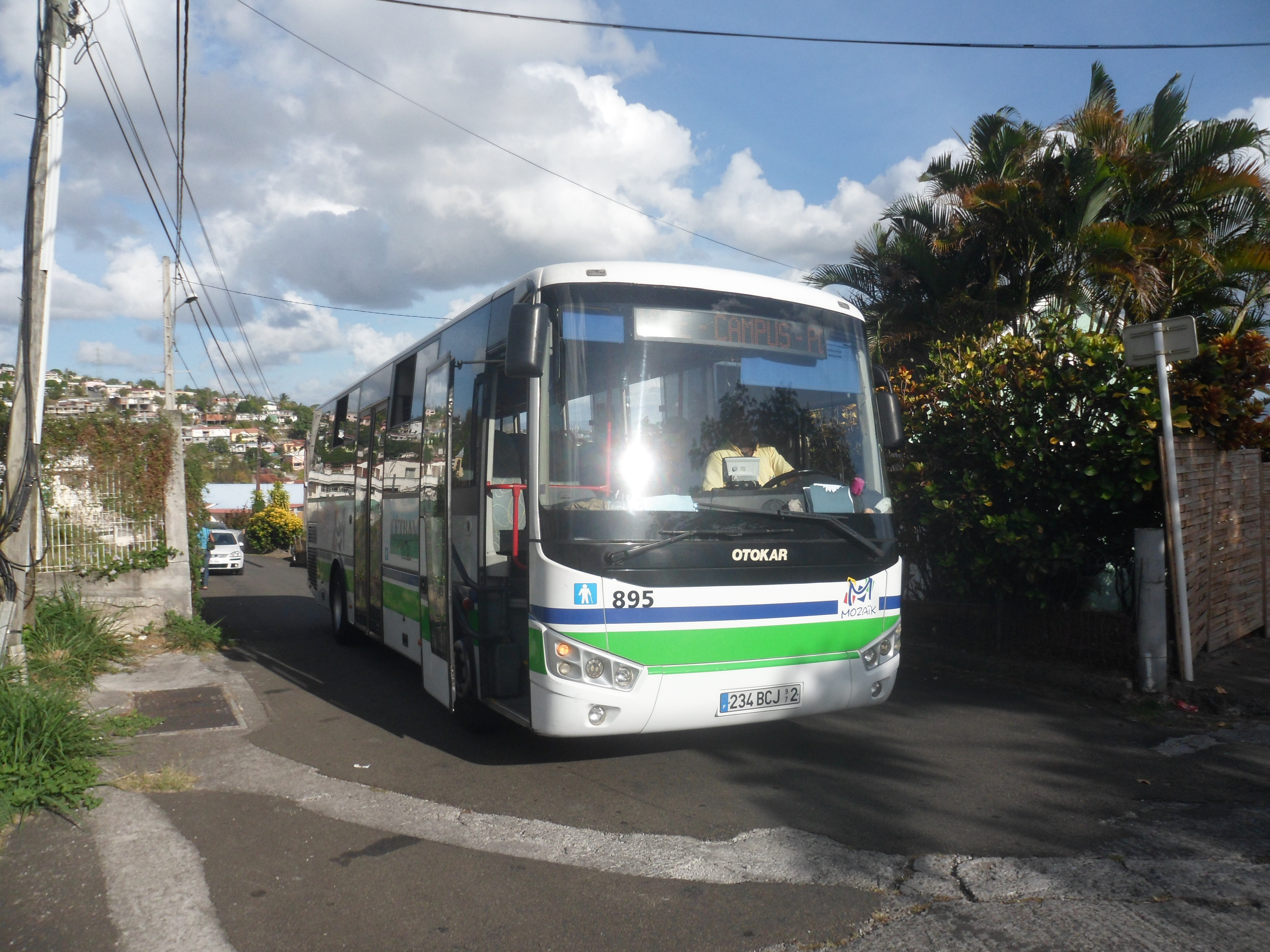
La ligne 101 Mozaïk dessert Schœlcher.

La ville de Schœlcher se situe à proximité de Fort-de-France, à la porte du Nord Caraïbe. Elle compte environ 20 000 habitants répartis sur une superficie de 2 295 hectares.
Depuis 2001, Schœlcher est membre de la communauté d'agglomération du Centre de la Martinique (CACEM) au sein de laquelle la population s'évalue à 150 000 habitants (soit environ 42 % de la population de la Martinique).
Ville universitaire, administrative, Ville au label Station nautique.
Elle est la ville d'implantation de l'Université des Antilles qui accueille plus de 6 000 étudiants chaque année. Schœlcher est aussi la ville où siège le rectorat de la Martinique, le Palais des Congrès de Madiana (congrès / multiplex cinématographique).
Schœlcher accueille également la direction des Services fiscaux, la direction de l'Équipement ainsi que les deux principaux bailleurs sociaux de logements à loyers modérés et une agence de Pôle Emploi.
Schœlcher accueille l'École Hôtel de l'Anse-Gouraud.
Enfin, Schœlcher offre un pôle médical avec la clinique Sainte-Marie, le Centre de rééducation cardiovasculaire de Cluny et le centre de convalescence situé à l'Anse Collat.

## Géographie

### Localisation
La commune se situe sur l'île de la Martinique sur la côte caraïbe au sein de l'agglomération foyalaise. Le climat y est de type tropical.

## Urbanisme

### Typologie
Schœlcher est une commune urbaine, car elle fait partie des communes denses ou de densité intermédiaire, au sens de la grille communale de densité de l'Insee,,,. Elle appartient à l'unité urbaine de Fort-de-France, une agglomération intra-départementale regroupant 4 communes et 115 501 habitants en 2022, dont elle est une commune de la banlieue,.
Par ailleurs la commune fait partie de l'aire d'attraction de Fort-de-France, dont elle est une commune du pôle principal. Cette aire, qui regroupe 28 communes, est catégorisée dans les aires de 200 000 à moins de 700 000 habitants,.
La commune, bordée par la mer des Caraïbes au sud-ouest, est également une commune littorale au sens de la loi du 3 janvier 1986, dite loi littoral. Des dispositions spécifiques d’urbanisme s’y appliquent dès lors afin de préserver les espaces naturels, les sites, les paysages et l’équilibre écologique du littoral, par exemple le principe d'inconstructibilité, en dehors des espaces urbanisés, sur la bande littorale des 100 mètres, ou plus si le plan local d’urbanisme le prévoit,.

### Lieux-dits, hameaux et écarts

#### Bourg – Case Navire – Anse-Madame
Ces trois quartiers sont situés au centre de la commune et traversés par la rivière Case Navire. Sur ce site, on trouve deux établissements d'enseignement primaire, une école maternelle, une crèche municipale, une piscine municipale, et l'esplanade des Arawaks qui est un lieu de détente situé sur le front de mer de la ville.

#### Enclos – Anse Collat – Terreville
Quartiers résidentiels situés dans les hauteurs de Schœlcher. Ils comptent un établissement d'enseignement secondaire, le siège du rectorat de la Martinique, un centre commercial, un parcours santé, une école municipale de musique, un monastère de l'ordre des Pères Bénédictins.
De même, on y trouve de nombreuses structures d'aide pour les personnes âgées et handicapées : la Maison de retraite, un Centre d'Alzheimer, une Maison des Aveugles, le centre Saint-Raphaël et un centre de rééducation situé au quartier Anse-Collat ainsi qu'une zone artisanale.
Le quartier de Terreville est situé à 1 500 mètres du Bourg de Schœlcher et s'étend sur un plateau découpé par deux ravines parallèles qui permettent l'écoulement de la rivière Case-Navire au sud et celle de Fond- Lahayé au nord. Jusqu'en 1950, la quasi-totalité du quartier était planté en canne à sucre qui alimentait les deux distilleries installées sur la rivière Case-Navire. Dans la zone proche des Pitons du Carbet, les habitants du quartier pratiquaient l'agriculture vivrière.
À partir des années 1950, la chute de l'économie sucrière conduit au démantèlement des terres. Habitations et distilleries cessent leurs activités. En 1969 est construit le lotissement Aubery et, en 1971, celui de Fond Rousseau. À partir des années 1970 commence les projets d'urbanisation de Terreville.

#### Fond Lahayé – Fond Bernier
Ce sont des quartiers situés à la porte du Nord-Caraïbe ; Fond Lahayé est le principal hameau de la ville. Il a été construit à l'emplacement d'une ancienne propriété qui appartenait à la famille Lahayé. Cette propriété échut à la Demoiselle La Haye qui par son mariage devint baronne d'Arros. Ses enfants héritèrent du domaine mais le vendirent. Fond Lahayé eut divers propriétaires dont Jules Sévère, ancien maire de la ville.
En 1898, le domaine fut rattaché à la commune. Quelques années plus tard, ces terres seront achetées par la colonie pour reloger les sinistrés des communes du Carbet et du Prêcheur après l'éruption de la montagne Pelée en 1902. Aujourd'hui, on trouve  au quartier Fond Lahayé une école maternelle, une école d'enseignement primaire, une crèche municipale, un dispensaire, une maison commune ainsi que des lieux d'activités sportives et ludiques.
La pêche est une activité très importante du quartier. La présence d'une digue témoigne du passé colonial du site.

#### La Colline
C'est un quartier résidentiel situé sur les hauteurs de Schœlcher.

#### Démarche
Ce quartier se développe dans les hauteurs de la ville à proximité d'une forêt primitive. Situé à l'emplacement d'une ancienne habitation sucrerie dont le dernier propriétaire fut Emmanuel Osenat, ancien conseiller de la ville Schœlcher.
L'activité principale de ce quartier est l'agriculture. Avec les Fond-Lahayésois, les habitants de Démarche ont beaucoup pratiqué le troc durant « le Temps Robert » (époque de la dissidence en Martinique où l'amiral Robert représentait le Gouvernement de Vichy). Aujourd'hui, on peut découvrir sur ce site le Tombeau des Anglais, de ravissantes mares dont l'eau servait à l'irrigation des champs et des ruines témoignant du passé colonial du quartier Démarche.

#### Madiana
Ce quartier est composé de deux sections : Les Hauts de Madiana, à caractère résidentiel et le Bas de Madiana où jadis se trouvait l'habitation Fond Nigaud qui produisait du rhum. À cet emplacement se trouve le Palais des Congrès de la Martinique. Madiana, c'est aussi le site où s'élevait la batterie militaire de Sainte-Catherine au XVIIIe siècle, appelée aujourd'hui « Esplanade du 22-Mai » en mémoire de l'abolition de l'esclavage. On y trouve une belle plage au sable gris et la caserne de la gendarmerie de Schœlcher. Le quartier Madiana accueille aussi la nouvelle agence Pôle emploi de la ville et des communes environnantes.

#### Batelière
Quartier érigé dans les années 1950, qui a vu sa population décupler avec la construction dans les années 1970, d'un ensemble d'habitations collectives : la cité Ozanam. Sur son territoire se situe des administrations telles que la DEAL, le Comité martiniquais du tourisme, un casino (le Plazza), un centre commercial, l'hôtel Batelière, une école hôtelière et un lycée professionnel…

#### Fond Batelière
Ce quartier longe le littoral sud de la commune de Schœlcher. Il dispose d'un terrain de football. Le quartier fait l'objet d'un projet de résorption de l'habitat insalubre.

#### Plateau Fofo – Grand Paradis – Petit-Paradis
Zones résidentielles qui constituaient avant 1888, des quartiers de Fort-de-France. On trouve à Cluny un centre commercial, le siège des impôts, la clinique Sainte-Marie, des crèches et une école d'enseignement maternelle et primaire…

#### Ravine Touza
Quartier constituant la limite entre Fort-de-France et Schœlcher. le quartier se développe sur les terres d'une ancienne habitation sucrière appartenant à la famille Trouzard. Le 18 mars 2005 a été inaugurée la résidence de la Liberté où 200 logements sociaux sont construits. Ravine-Touza, c'est aussi le site d'implantation de l'Université des Antilles depuis plus de quarante ans.

## Toponymie
D'abord nommée « Case-Navire », la commune est née de la loi du 24 mars 1888 qui sépara son territoire de celui de Fort-de-France et de Case-Pilote. Elle est rebaptisée Schœlcher, par décret du président de la République le 25 novembre 1889, en hommage à Victor Schœlcher (1804-1893), initiateur de l'abolition définitive de l'esclavage en France et dans ses colonies.
« Schœlcher » est typographiée avec un « œ » (e dans l'o) par le Code officiel géographique (COG) de l'INSEE ainsi que par l'Institut national de l'information géographique et forestière (IGN).

## Histoire

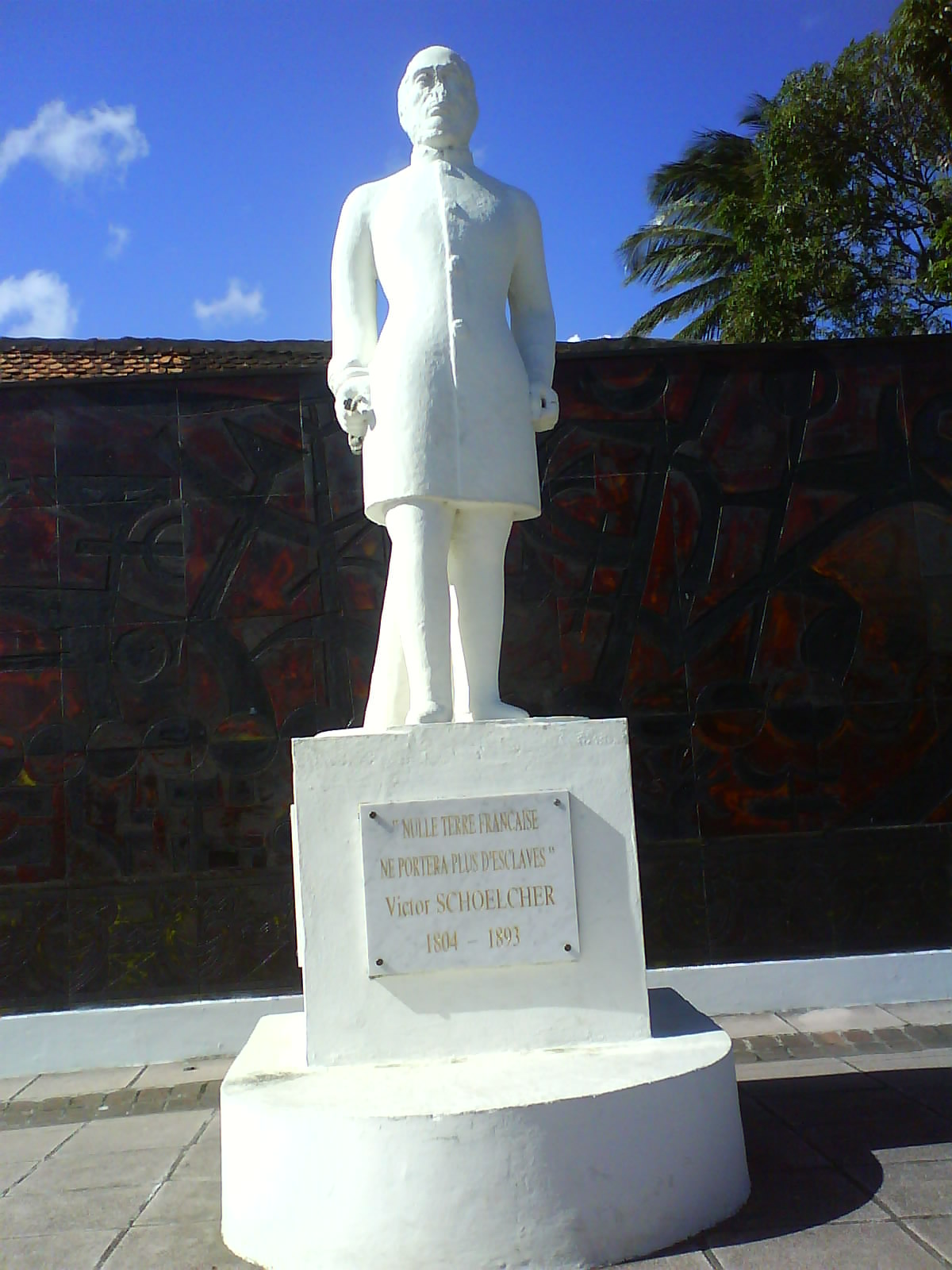
La statue de Victor Schœlcher avant sa destruction en 2020.

Le 22 mai 2020, jour de commémoration de l'abolition de l'esclavage en Martinique, les deux statues de Victor Schoelcher présentes à Fort-de-France et à Schoelcher sont déboulonnées et détruites par des manifestants se proclamant « antibéké et anti-héritage colonial ».
Les manifestants reprochent au pouvoir français et aux collectivités « de ne célébrer que des hommes blancs, et d’occulter les figures des esclaves qui se sont révoltés » ; et à Schœlcher en particulier, d'avoir permis une indemnisation financière des anciens maîtres blancs, en compensation de l'abolition.

## Politique et administration

### Rattachements administratifs et électoraux
Schœlcher appartient à l'arrondissement de Fort-de-France et vote pour les représentants de l'Assemblée de Martinique. Avant 2015, elle élisait ses représentants au conseil général dans les cantons de Schœlcher-1 et Schœlcher-2, entités qui divisaient la commune en deux.
Pour l’élection des députés, la commune fait partie de la deuxième circonscription de la Martinique.

### Intercommunalité
La commune appartient à la communauté d'agglomération du Centre de la Martinique.

### Jumelages
Schœlcher est jumelée avec Fessenheim, ville d'où sont originaires les parents de Victor Schœlcher. Chaque année depuis 1980, les écoliers alsaciens viennent à Schœlcher et des écoliers schœlchérois se rendent en Alsace.
Schœlcher est aussi jumelée, depuis 1998, avec Houilles dans les Yvelines, car Victor Schœlcher y a fini ses jours le 25 décembre 1893.

## Population et société

### Démographie
L'évolution du nombre d'habitants est connue à travers les recensements de la population effectués dans la commune depuis 1961, premier recensement postérieur à la départementalisation de 1946. À partir de 2006, les populations de référence des communes sont publiées annuellement par l'Insee. Le recensement repose désormais sur une collecte d'information annuelle, concernant successivement tous les territoires communaux au cours d'une période de cinq ans. Pour les communes de plus de 10 000 habitants les recensements ont lieu chaque année à la suite d'une enquête par sondage auprès d'un échantillon d'adresses représentant 8 % de leurs logements, contrairement aux autres communes qui ont un recensement réel tous les cinq ans,.

En 2022, la commune comptait 19 342 habitants, en évolution de −2,84 % par rapport à 2016 (Martinique : −4,11 %, France hors Mayotte : +2,11 %).
| 1961  | 1967   | 1974   | 1982   | 1990   | 1999   | 2006   | 2011   | 2016   |
| ----- | ------ | ------ | ------ | ------ | ------ | ------ | ------ | ------ |
| 9 879 | 13 241 | 14 749 | 18 094 | 19 825 | 20 845 | 21 419 | 20 594 | 19 908 |

| 2021   | 2022   | - | - | - | - | - | - | - |
| ------ | ------ | - | - | - | - | - | - | - |
| 19 341 | 19 342 | - | - | - | - | - | - | - |

### Enseignement
C'est dans cette commune que se trouve le campus martiniquais de l'université des Antilles, ainsi que le rectorat de l'académie Martinique. Le campus de Schœlcher est une des composantes de cette université. Il est constitué des facultés de : 
- Droit et Sciences Économiques ;
- Médecine ;
- Lettres et Sciences humaines.

La ville compte également un lycée :
- le lycée professionnel Lumina Sophie de la Batelière

et deux collèges :
- le collège Vincent Placoly, au centre-ville ;
- le collège de Terreville, dans le quartier du même nom.

Depuis le 1er mars 2017, la ville de Schœlcher accueille aussi sur son territoire le Pôle consulaire de formation de la Chambre de commerce et d'industrie de la Martinique (CCIM) situé à rue Aubin Edmond à Case-Navire Skillfor Campus.
Écoles primaires
Voici les établissements primaires schœlchérois :
- Anse Madame A
- Anse Madame B
- Batelière
- Fond Lahaye
- Ozanam
- Ecole primaire Jocelyne Béroard de Plateau-Fofo

### Établissements sportifs
- Stade municipal de Schœlcher
- Piscine municipale Jacques Sicot
- Complexe sportif Arena [22]
- Courts de tennis
- Centre nautique de Schœlcher
- Terrain de basket
- Parcours santé (Terreville)
- Gymnase privé (campus)
- Bord de pêche (place des Arawaks)
- Cours de badminton
- Terrains de pétanque
- Terrain de football de plage

### Clubs sportifs
- ASC Émulation de Schoelcher, football (ancien club de Johan Deluge, ex joueur de Nîmes Olympique en CFA et de l'Équipe de la Martinique de football et ancien club de Léa Sotier, joueuse actuellement du Havre AC et ancienne joueuse de l'En avant Guingamp en 1ère division féminine[23].
- FC Schœlcher, football
- CNS (Club Nautique de Schœlcher), voile
- M.U.C (Martinique université club), handball
- A.S.C.O.I.A, athlétisme
- A.S.C.O.I.A Gymnastique Rythmique, baby gym
- Schœlcher Natation 2000, natation
- Tennis club de la Batelière, tennis
- AC233, Frappez des Ailes, aviron de mer moderne et traditionnel
- Les Marsouins de Schœlcher, natation sportive et natation synchronisée

### Musique
- Le conservatoire de musique de Schœlcher (Terreville)

## Économie
En 2015, le taux de chômage pour la commune était de 19 %.

## Culture locale et patrimoine

### Lieux et monuments
- Le palais des congrès de Madiana contient aussi un cinéma.
- Église Notre-Dame-de-la-Nativité de Schœlcher. L'église est dédiée à la Nativité de Marie.
- Église de la Résurrection de Terreville. L'église est dédiée à la Résurrection de Jésus.
- Chapelle Notre-Dame-du Mont-des-Oliviers de Schœlcher.

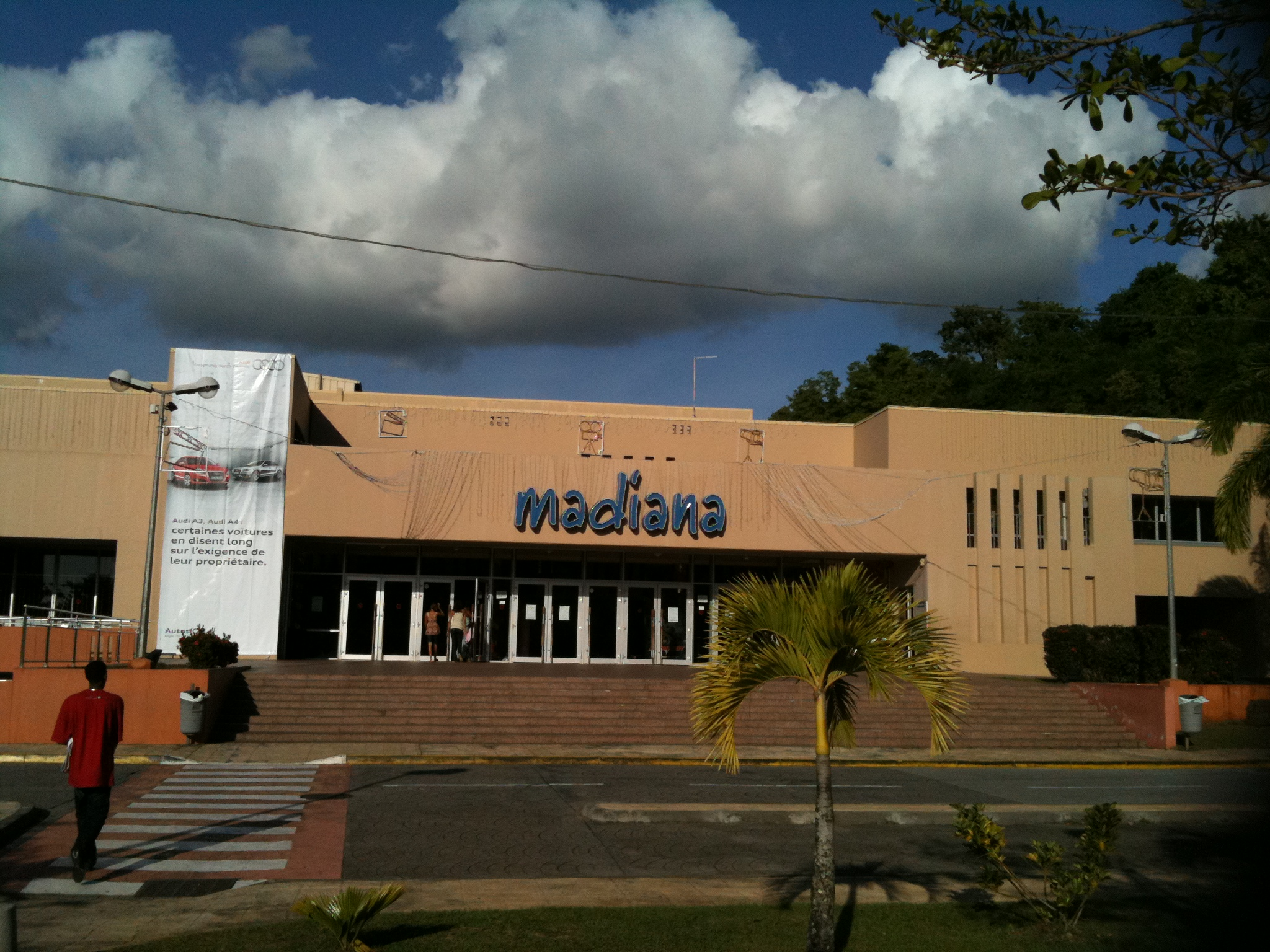
Le palais des congrès de Madiana.
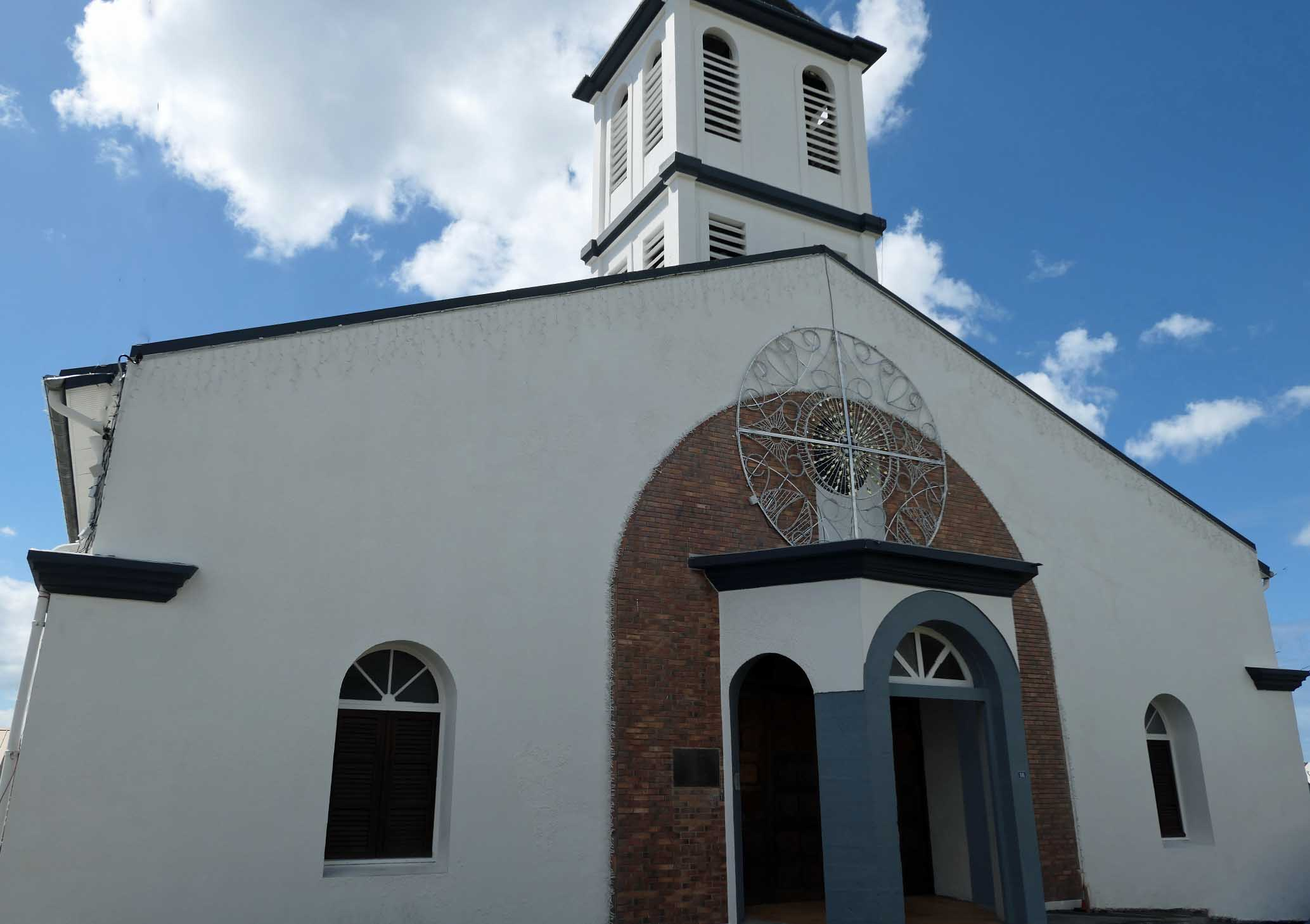

### Personnalités liées à la commune
- Victor Schœlcher, un des initiateurs de l'abolition définitive de l'esclavage en France et dans ses colonies en 1848. Victor Schœlcher a été aussi député de la Martinique de 1848 à 1849 et de 1871 à 1875 et sénateur de 1875 à 1893. La commune de Case-Navire a été renommée en 1889 commune de « Schœlcher » en l'honneur du député abolitionniste Victor Schœlcher.
- Alfred Almont, maire de Schœlcher 1995 à 2008 et conseiller général de 1991 à 2002 et député de la Martinique de 2002 à 2012.
- Eustache Bertrand, maire de Schœlcher durant 31 ans de 1964 à 1995 et conseiller général de 1964 à 1985. En son hommage, un buste  d'Eustache Bertrand a été érigé dans le bourg de Schœlcher.
- Nadia Chonville, enseignante et sociologue. Elle est aussi romancière et nouvelliste martiniquaise. Nadia Chonville réside à Schoelcher.
- Johnny Hajjar, né à Schœlcher, professeur de Mathématiques, il a été député de la 3e circonscription de la Martinique de 2022 à 2024 et douzième vice-président de la CACEM depuis 2020[25]. Il a été aussi quatrième adjoint au maire de Fort-de-France de 2014 à 2022. Johnny Hajjar est également secrétaire-général du Parti progressiste martiniquais depuis 2016.
- Wendie Renard, née à Schœlcher, joueuse de football professionnelle de l'olympique lyonnais et de l'Équipe de France féminine de football[26].
- Garry Bocaly, ancien footballeur professionnel de l'Olympique de Marseille, de Montpellier HSC et de l'Équipe de France espoirs[27].
- Dimitri Bascou, athlète spécialiste du 110 mètres haies.
- Mélanie de Jesus dos Santos, née à Schœlcher, gymnaste championne de France et d'Europe.
- Jocelyne Béroard, née en 1954 à Fort de France, mais réside à Schoelcher, talentueuse chanteuse du groupe Kassav. Disque d'or en 1986, elle est aussi Officier de l'ordre des Arts et des Lettres en 2020. En son hommage, l'école primaire de Plateau-Fofo porte le nom de Jocelyne Béroard.
- Saël, auteur, compositeur et chanteur de reggae et  dance Hall.
- Lord Kossity, de son vrai nom Thierry Moutoussamy, chanteur de rap et dancehall ayant signé en 2005 chez Universal Music France, est originaire de la cité Ozanam-Batelière. En 1998, il enregistre avec Kool Shen et Joeystarr le tube Ma Benz sur l’album de Suprême NTM, qui le fera connaître dans toute la France.
- Sandrina Jardel, artiste.
- Karine Baste, journaliste. Elle présente les journaux de 6 h 30, 7 h 30 et 8 h 30 dans l'émission Télématin sur France 2 depuis septembre 2019 ainsi que La Matinale sur Franceinfo. À compter de janvier 2021, elle devient la remplaçante d'Anne-Sophie Lapix, titulaire du journal de 20 heures de France 2.